# Gallo (vescovo)
Gallo (ricordato anche come Vualo, Gilo, Gilon, Guallon, Gualon, Gualone, Gallus, Walon, Galo) (... – 23 febbraio 1116) è stato un vescovo e cardinale francese.

## Biografia
Avviato in giovane età alla vita ecclesiale, fu discepolo di Yves de Chartres, priore di San Quintino, nella diocesi di Beauvais e futuro santo. Recatosi a Roma, divenne amico del vescovo Anselmo di Lucca, futuro santo. Assieme al vescovo Anselmo, fu presente alla ricognizione delle reliquie di Santa Prisca.
Fu eletto vescovo di Beauvais nel 1100 e venne consacrato lo stesso anno a Roma da papa Pasquale II. Successivamente fu trasferito nel luglio 1104 alla diocesi di Parigi.
Fu creato cardinale presbitero da papa Pasquale II in un concistoro celebrato nel 1104; il titolo attribuitogli non è noto. Fu poi legato in Polonia e in Moravia; depose due vescovi della provincia di Gnesen; uno di essi, Cisław, si era insediato nella sede di Cracovia con il sostegno del duca Boleslao III di Polonia, ma senza l'approvazione papale.
Morì il 23 febbraio 1116. Nel 1578, a Parigi, furono pubblicati gli statuti dei sinodi emessi durante il suo episcopato.